# Иидзука, Маюми
Маюми Иидзука (яп. 飯塚雅弓 род. 3 января 1977, Токио) — японская актриса

, сэйю, певица и диск-жокей. Для своей певческой деятельности использует псевдоним Хоси Май (яп. 星 舞). Наиболее известна в озвучивании персонажей Касуми (Мисти) в сериале «Покемон», Трон Бонн в сериале «Легенды мегамена» и Клейом Вечный в сериале «Волшебный нож-орфен».

## Биография
Родилась 3 января 1977 года в Токио, Япония.
В 1980 году в возрасте трех лет Иидзука была принята в театральную труппу «Вакакуса» через знакомого своего деда, чтобы научиться этикету: компания была строже в отношении приветствий и этикета, чем её личные уроки, и она помнит, как плакала, когда её отчитывали. В следующем году, 11 января 1981 года, она дебютировала как детская актриса, сыграв роль Томико в телевизионном сериале Haru no Urara no Monogatari (воскресный театр TBS Television Toshiba). В театральной труппе её учили «продолжать показывать людям то, на что способны только вы», и даже в детстве она целыми днями отчаянно пыталась осуществить свою мечту.
В 1983 году из-за перевода отца на работу за границу она переехала в город Тайчжун (Тайвань) и перестала выступать. Вернувшись в Японию в 1989 году, возобновила свою исполнительскую карьеру в той же театральной компании «Вакакуса». В интервью 2008 года она сказала, что не смогла бы в одиночку зайти так далеко и хотела бы выразить благодарность своим родителям, дедушке и семье.
Когда Иидзука впервые возобновила свою деятельность, всё пошло не так, как она надеялась, и она часто терпела неудачи на прослушиваниях и не получала ролей.
Со временем эта полоса неудач закончилась. Мидори Яэгаки, представитель компании «Wakaokusama wa Udemakuri!», сказала ей, что это её собственная сила принесла ей удачу. Она стала чаще ходить на прослушивания и получать роли в сериалах.
В 1991 году она дебютировала в роли Цунэко Тани в фильме «Только вчера». Это было её первое прослушивание на озвучку, и она беспокоилась из-за отсутствия опыта, но была полна желания попробовать.
С 19 лет она начала всё больше и больше работать над аниме-сериалами, и с тех пор её основной профессией стала сэйю, но она всё ещё появляется на сцене и продолжает работать как актриса.
В 1997 году Иидзука стала широко известна благодаря роли Касуми (Мисти) в «Покемонах». Когда она училась в колледже, то подумывала бросить его, если его администрация не найдёт работу, которая удовлетворит её к окончанию учёбы, и именно тогда наткнулась на роль Касуми. С тех пор она расширила свою деятельность и дебютировала как певица, 27 августа 1997 года выпустив альбом Kataomoi. Кроме того, она стала вести своё первое шоу Weekly Animage: Mayumi.
В 1998 году Иидзука дала свой первый концерт «VOICE ANIMAGE Presents Mayumi Iizuka First Concert» в зале Токийского международного форума. В середине августа 2010 года она посетила 2-ю Шэньянскую выставку аниме и компьютерных игр 2010 года в Шэньяне (Китай) и дала небольшое живое выступление и выступила на китайском языке.

## Фильмография

### Телевизионная анимация
- Akahori Gedou Hour Rabuge (Энн Анте Химэ [эп.12-13])
- Асоботто Сэнки Гоку (Сьюзи)
- Buzzer Beater 2005 и 2007 (Эдди)
- Шанс: Треугольная сессия (Акари Мидзусима)
- Доки Доки! PreCure (Вылечить Императрицу)
- Необычная Лала (Анна Нодзаки)
- Свежее красивое лекарство! (Миюки Тинэн)
- Futari wa Pretty Cure (Юка Одадзима [эп.16])
- Хранители врат (Рэйко Асагири)
- Стеклянная маска 2005 (Май Асу)
- Перекресток с привидениями (Кагамико)
- Хит Гай Джей (Руми)
- Я буду ангелом! (Мируру)
- Цзин: Король бандитов (перемешивание)
- Кагинадо (Макото Саватари)
- Канон 2002 и 2006 (Макото Саватари)
- Файлы дела Киндаичи (Рэйка Хаями)
- Клуб пользователей магии (Нанака Накатоми)
- Карманные монстры (Касуми)
- Карманные монстры: Эпизод Оранжевый архипелаг (Касуми)
- Pocket Monsters: Episode Gold & Silver (Касуми)
- Мьюту! Я здесь (Касуми)
- Pocket Monsters Side Stories (Касуми)
- Pocket Monsters: Advanced Generation (Касуми)
- Вдохновитель миражных покемонов (Касуми)
- Карманные монстры: С наилучшими пожеланиями! Сезон 2: Эпизод N (Касуми)
- Карманные монстры: Солнце и Луна (Касуми)
- Нагасарете Айранто (Панако)
- Принцесса Девять (Ёко Токасики)
- Шикабане Химэ: Ака (Кун Осаки [эп.4])
- Sorcerous Stabber Orphen (Cleao Everlasting)
- Средняя школа St. Luminous Mission (Норико Кидзима)
- Star Ocean EX (Рена Лэнфорд)
- Тэнчи в Токио (Сакуя Кумасиро)
- К сердцу (Аой Мацубара)
- Метро Токио (район)
- НЛО Ультрадева Валькирия (Рейн)
- Скрипач из Хамельна (флейта)
- Virus Buster Серж (Эрика Тинен)
- Видение Эскафлона (Юкари Утида, Миллерна Астон)
- Вайс Кройц (Каори)
- xxxHolic (Ми [эп.13])
- Вы под арестом! второй сезон (Саори Саори)

### Оригинальные видео-анимации (OVA)
- Геозаводчики (Майя)
- Стеклянная маска (Саяка Минадзуки)
- Гиперкукла (Мью Фумидзуки)
- Slayers Excellent (Марти Ленфорд)
- Тенбацу! Энджел Рэбби (Ласти Фарсон)
- Вы под арестом! Нет милосердия! (Салли)

### Театральная анимация
- В плену! (Чучу)
- Детектив Конан: Квартал тишины (Фуюми Татихара)
- Дораэмон: Великая битва Нобиты с Королем русалок (Харибо)
- Дораэмон: Нобита и легенда о Короле-Солнце (Куку)
- Эскафлон (Сора, Юкари Утида)
- Юнкерс, иди сюда (Кадзуко)
- Только вчера (Цунэко Тани)
- Фильмы Карманные монстры (Касуми)
- Шепот сердца (Кинуё)

### Видеоигры
- Серия Atelier (Таинственная трилогия) (Леон/Амелия Леонмейер)
- Хранители врат (Рэйко Асагири)
- Серия Gyakuten Saiban (Тихиро Аясато)
- Канон (Макото Саватари)
- Marvel vs. Capcom 2: New Age of Heroes (Трон Бонн, Сонсон)
- Marvel vs. Capcom 3: Fate of Two Worlds (Трон Бонн)
- Злоключения Трона Бонна (Tron Bonne)
- Namco×Capcom (Трон Бонн)
- Один: Кагаяку Кисэцу э (Мидзука Нагамори)
- Pokken Tournament (Алисса)
- Зона проекта X (Трон Бонн)
- Rockman DASH (Трон Бонн)
- Rockman DASH 2 (Трон Бонн)
- Sorcerous Stabber Orphen (Cleao Everlasting)
- Super Robot Taisen OG Saga: Endless Frontier (Kyon Feulion, Koma)
- Super Smash Bros. Brawl (Джирачи)
- К сердцу (Аой Мацубара)
- Настоящая история любви 2 (Санаэ Мияма)
- Ultimate Marvel против Capcom 3 (Трон Бонн)

### Дубляж
- Стрелок из Чосона (Чон Су-ин (Нам Сан-ми))
- Волшебник (Чеонг-мён (Го Ара))
- Дискография (как певица)

## Все её песни на японском языке

### Синглы
- Акселе (アクセル / Accele <Accelerator), 1997
- Любовное письмо, 1999
- Сердце но Цубаса 2000
- Ласка/Место быть, 2000
- Моё желание, 2000
- Ясасии Мигитэ (やさしい右手/Нежная правая рука), 2002
- Кои но Иро (恋の色 / Цвет любви), 2002
- Кикасэтэйо Кими но Коэ (聴かせてよ君の声 / Дай мне звук твоего голоса), 2002
- Чистый, 2003
- TRUST — Kimi to Aruku Mirai

### Альбомы (Полная версия)
- Катаомои (かたおもい / Безответная любовь), 1997
- ミントと口笛/ Монетный двор и свисток, 1998
- Так любя, 1999
- Аэрис, 2000
- Химавари (ひ ま わ り/ Подсолнухи), 2001 г.
- Нидзи но Саку Басё (虹の咲く場所/ Место в цветущей радуге), 2002
- Улыбка×Улыбка, 2003 — продюсер Торе Йоханссон
- Бесконечность, 2004
- Моя, 2005 г.
- 10 Любовь, 2006
- Хрустальные дни, 2007
- Рассказы, 2008
- Драться!!, 2009
- Кими э… 2009
- Ичиго (いちご。/Клубника.), 2012

## Мини-альбомы
- Лети, божья коровка, лети , 1998
- 23 градуса, 2004 г.
- Пурезенто (プレゼント/ Настоящее), 2005

## Лучшие альбомы
- Берри Бест, 2001
- Бест клубника, 2005